# Benin i olympiska sommarspelen 1980
Benin deltog med 16 deltagare i två sporter vid de olympiska sommarspelen 1980 i Moskva. Ingen av landets deltagare erövrade någon medalj.

## Boxning
| Idrottare             | Gren            | Omgång 1             | Omgång 2              | Omgång 3                | Kvartsfinal          | Semifinal            | Final                | Final     |
| Idrottare             | Gren            | Motståndare Resultat | Motståndare Resultat  | Motståndare Resultat    | Motståndare Resultat | Motståndare Resultat | Motståndare Resultat | Placering |
| --------------------- | --------------- | -------------------- | --------------------- | ----------------------- | -------------------- | -------------------- | -------------------- | --------- |
| Firmin Abissi         | Bantamvikt      | Bye                  | Czerwinski (POL) 1-KO | Gick inte vidare        | Gick inte vidare     | Gick inte vidare     | Gick inte vidare     |           |
| Barthelémy Adoukonu   | Fjädervikt      | Bye                  | Sambo (MAD) DSQ-2     | Andreikowski (BUL) 2-KO | Gick inte vidare     | Gick inte vidare     | Gick inte vidare     |           |
| Patrice Martin        | Lättvikt        | Lessov (BUL) 1-KO    | Gick inte vidare      | Gick inte vidare        | Gick inte vidare     | Gick inte vidare     | Gick inte vidare     |           |
| Aurélien Agnan        | Lätt weltervikt | Oliva (ITA) 1-RSC    | Gick inte vidare      | Gick inte vidare        | Gick inte vidare     | Gick inte vidare     | Gick inte vidare     |           |
| Pierre Sotoumey       | Weltervikt      | Aldama (CUB) 3-RSC   | Gick inte vidare      | Gick inte vidare        | Gick inte vidare     | Gick inte vidare     | Gick inte vidare     |           |
| Roger Houangni        | Lätt mellanvikt | Rivera (VEN) 0-5     | Gick inte vidare      | Gick inte vidare        | Gick inte vidare     | Gick inte vidare     | Gick inte vidare     |           |
| Étienne Loco Gbodolle | Mellanvikt      | Corpi (SWE) 2-DSQ    | Gick inte vidare      | Gick inte vidare        | Gick inte vidare     | Gick inte vidare     | Gick inte vidare     |           |

## Friidrott
Damernas 100 meter
- Edwige Bancole
  - Försöksheat — 13,19 (7:e plats, gick inte vidare)

Herrarnas 100 meter
- Pascal Aho
  - Försöksheat — 11,01 (5:e plats, gick inte vidare)

Herrarnas 200 meter
- Pascal Aho
  - Försöksheat — 22,09 (5:e plats, gick inte vidare)

Herrarnas 400 meter
- Léopold Hounkanrin
  - Försöksheat — 51,04 (6:e plats, gick inte vidare)

Herrarnas 800 meter
- Adam Assimi
  - Försöksheat — 1:59,9 (6:e plats, gick inte vidare)

Herrarnas 1 500 meter
- Damien Degboe
  - Försöksheat — 4:15,3 (11:e plats, gick inte vidare)

Herrarnas 5 000 meter
- Amadou Alimi
  - Försöksheat — 15:43,92 (12:e plats, gick inte vidare)

Herrarnas längdhopp
- Théophile Hounou
  - Kval — 7,07m (26:e plats, gick inte vidare)

Herrarnas tresteg
- Henri Dagba
  - Kval — 14,71m (18:e plats, gick inte vidare)

Herrarnas spjutkastning
- Inoussa Dangou
  - Kval — 63,56m (17:e plats, gick inte vidare)